# 絕對服從命令
《絕對服從命令》（日语：絶対服従命令）是2005年4月22日郎貓兒發售的BL十八禁冒險遊戲。

## 概要
- 舞台是第二次世界大戰後架空的德國。
- 玩家可選擇路易斯或奇伢其中一個角色，兩人的委託不相同，各有6個委託。這兩個人稱為特務，目標人物稱為Target。
- 委託有期限，期限到了卻沒完成委託的話就無法攻略了。
- 委託完成時，會以A-D的評價排序。
- 如果全部以A完成委託的話，會有額外的委託。

## 登場角色

### 特務
路易斯·海德維希（Louise Hardwich）
戰後西德重建時，不知名的富豪的嫡子。
及腰的金髮、藍眼。穿的軍服是特別訂做的。
愛用鞭子，經常帶著。有時候也會用那個鞭子攻擊人。
奇伢·威貝納（Kia WelBehenna，聲：織田優成）
灰色頭髮、灰色眼睛。他的軍服是向海德維希家特別訂製的。
也許是因為喜歡摩托車，戴著風鏡。
愛用左轮手枪，射擊技術一流。
加拉赫·蒙洛克（Gallachar Morlock，聲：瀨能守）
負責路易斯和奇伢的委託管理業務。也負責兩人的用餐等家庭雜務。
經常裸露他那有著健壯肌肉的上半身。

### Target（路易斯方）
勞勒斯·安特萊希（Lawless Streich，聲：一条和矢）
面無表情，被稱為「戴著面具的男人」的軍人。金髮。
曹勒斯·巴舒克娃（Zhores Barsoukova，聲：森田昌之）
銀髮。有著「冰之美貌」之稱的俄羅斯諜報組織（KGB）的間諜。平時是國立圖書館的圖書管理。
貝爾納·赫佐格（Werner Herzog）
黑手黨名門赫爾佐克家族的接班人。雖然是黑手黨卻不使用暴力。
艾尼爾·梅斯達（Anel Metzelder，聲：如月葵）
在富裕家庭長大純潔無垢的少年。
金髮金眼。被形容為如天使一般可愛的少年。
菲迪南·馬林費爾德（Ferdinand Marienfeld，聲：櫻井真人）
上流貴族的公子。非常喜歡玫瑰花。
哈根·海勒（Hagen Haller，聲：黑澤優）
國立醫院屈指可數的傑出外科醫生。因為外表和交際手腕，相當受護士歡迎。

### Target（奇伢方）
席維歐·溫茨爾（Silvio Wenzel，聲：酒井勇）
別名「施瓦茨·克羅伊茨」的怪盜。每晚在西德引起騷動，但是目標物之間有著共通點。
阿什拉夫·亞里·伊伯拉希姆（Ashlaf Ali Ibrahim，聲：杉崎和哉）
阿拉伯產油國的王子。在周遊歐洲中來到德國。
褐色皮膚、金髮。因為是王族，性命常倍受危險。
狄克·華爾（Dirk Wahl，聲：安岡實）
在市區和不道德的不動產企業戰鬥的青年。在夥伴之中是領導人。
堤莫·威克斯（Timo Wilkes，聲：紫原遙）
高級娼館第一流的男娼。
彥斯·雷溫（Jens Lewin，聲：北山幸二）
剛從三軍升上二軍、有前途的足球選手。為了支持貧窮的家庭，希望能藉由足球成功。
艾德華·韋尼克（Eduard Wernicke，聲：渡部猛）
神學校裡寂靜的少年。

## 用語
委託書
加拉赫持有記有委託的書。一部份的委託有期限設定。結束的委託會以A-D紀錄「服從排序」。

## 外部連結
- 郎貓兒官方網站 （页面存档备份，存于）（日語）
- 未來數位官方網站 （页面存档备份，存于）（繁體中文）